# Saorin
Die Weißweinsorte Saorin ist eine autochthone Rebsorte aus dem Valpolicella-Gebiet in der italienischen Region Venetien. Der Name Saorin leitet sich aus dem Veroneser Dialekt ab und bedeutet „Geschmack“, was auf das besondere Aroma und den Charakter der aus dieser Rebsorte gewonnenen Weine hinweist.

## Botanik und Verbreitung
Saorin gehört zur Familie der Nachtschattengewächse (Solanaceae) und ist eng mit anderen bekannten Weißweinsorten der Region Venetien verwandt. Die Rebsorte ist für das Valpolicella-Gebiet charakteristisch und trägt zur Vielfalt der dort produzierten Weine bei. In der Weinregion Venetien findet Saorin zusammen mit anderen Rebsorten wie Trebbiano Toscano Einzug in die Produktion verschiedener Weißweine.

## Anbau und Charakteristika
Die Saorin-Rebe gedeiht in dem für Venetien typischen gemäßigten Klima, das durch die Nähe zum Gardasee und die Schutzfunktion der umliegenden Alpen geprägt ist. Diese geografischen und klimatischen Bedingungen tragen dazu bei, Weißweine mit einer ausgewogenen Säurestruktur und einem frischen, aromatischen Profil zu erzeugen. Die Weine, die aus Saorin-Trauben hergestellt werden, zeichnen sich durch ihre Frische und ihre Fähigkeit zur Versektung aus, obwohl die Eignung der Rebsorte für die Produktion von Schaumweinen in der Fachwelt strittig ist.

## Verwendung in der Weinherstellung
Saorin wird sowohl für die Herstellung sortenreiner Weine als auch als Bestandteil von Cuvées verwendet. Die Rebsorte trägt mit ihren charakteristischen Aromen von Zitrusfrüchten, weißem Pfirsich und frischen Aprikosen zur Komplexität und Vielfalt der Weißweine aus Venetien bei. Am Gaumen offenbaren Saorin-Weine eine feine Nuance von Honig, unterstützt von einer präsenten, aber nicht dominierenden Säure, die dem Wein Struktur und Frische verleiht.

## Kulinarik
Weine aus Saorin-Reben sind ideale Begleiter zu einer Vielzahl von Gerichten. Ihre frische Säurestruktur und die aromatische Komplexität passt zu Antipasti, gekochten Fischgerichten und leichter Sommerküche. Die Mineralik und der lange Abgang der Saorin-Weine bieten ein ausgewogenes Geschmackserlebnis, das die Aromen der Speisen hervorhebt.